# 27-я армия (Япония)
27-я армия (яп. 第27軍 Дайнидзю:нана гун) — воинское объединение японской Императорской армии, действовавшее во время Второй мировой войны.
Сформирована 16 марта 1944 года под командованием генерала Сёдзо Тэракуры, основной задачей было противодействие возможным высадкам Союзников на принадлежавших тогда Японии островах Тисима (Курильских островах) во время предполагавшейся операции «Даунфол». Штаб армии располагался на Эторофу (Итурупе).
Армия, в основном состоявшая из плохо обученных резервистов, недавно призванной молодёжи и ополчения, была расформирована 1 февраля 1945 года, а её части непосредственно включены в состав 5-го фронта (Япония).